# Lueta
Lueta (en hongrois : Lövéte) est une ville du județ de Harghita, au centre de la Roumanie.

## Démographie
Lors du recensement de 2011, 97,29 % de la population se déclarent hongrois (2,5 % ne déclarent pas s'appartenance ethnique et 0,2 % d'une autre ethnie).

## Villes jumelées
- Domaszék (Hongrie)
- Maglód (Hongrie)
- Budakalász (Hongrie)

## Personnalités
- Albert György